# Pirámide de Las Flores

La pirámide de Las Flores es un asentamiento, creado por la cultura huasteca, que rodea la caleta de la laguna de El Chairel, en el corazón de Tampico, a 4 kilómetros del centro. Pertenece al periodo posclásico de esa cultura. Según Ekholm, tuvo su auge entre los años 1000 a 1250 d. C., durante el periodo denominado Pánuco V. Las investigaciones también arrojan evidencia de que el asentamiento fue abandonado antes de que Hernán Cortés iniciara la conquista de la Huasteca en 1522. El sitio contaba originalmente con más de 20 montículos. El nombre de la pirámide se debe a que a la colonia (barrio) Las Flores, que se fundó cuando el rancho de la familia Kuike se fraccionó para dar lugar a las colonias o barrios en los que se asentaron las casas de los empresarios que llegaron a Tampico, al inicio del apogeo petrolero que se dio entre 1920 y 1950.

## Estilo
El estilo con el que la pirámide, o Cúe, de Las Flores fue construida es muy diferente al estilo tradicional de la costa del Golfo de México. Sus decoraciones recuerdan a las vasijas del centro de México. Una escultura encontrada en el sitio tiene grabada la fecha Hun Coy, que refuerza la hipótesis de la presencia nahua tolteca en la zona.
Las Flores es un promontorio con forma de cono truncado de aproximadamente 6 metros de altura y 36 metros de base. Su interior consta de 26 pisos realizados en argamasa, como se le llama a la mezcla de cal y arena, sin piedra, con la que fueron hechos. Cada piso se edificó sobre el anterior con la misma forma, pero diferente tamaño. En la pirámide se encontró una imagen de Teem, la diosa de la fertilidad. A través de ella se le rendía culto a las fuerzas naturales para el crecimiento de la flora.
También se encontraron vestigios de once escalinatas. La escalinata Oeste semeja una gran rampa que sobresale del basamento donde existen restos de otras seis escalinatas. Al sur y al norte se localizan los restos de otras cuatro de menores dimensiones.

## Primeras excavaciones
Las primeras descripciones se realizaron a principios del siglo XX por Jesse W. Fewkes, aproximadamente en el año de 1905, pero, fue hasta el año de 1941 cuando las primeras excavaciones científicas se llevaron a cabo. Estas estuvieron a cargo de los arqueólogos Gordon Ekholm y Wilfredo Du Solier. Las investigaciones se vieron afectadas por el crecimiento de la ciudad por el auge petrolero.
El trabajo de Ekholm se tradujo en la publicación de una tipología cerámica que constituyó la base de la periodicidad cronológica de la Huasteca.

## Destrucción y resguardo para visita al público

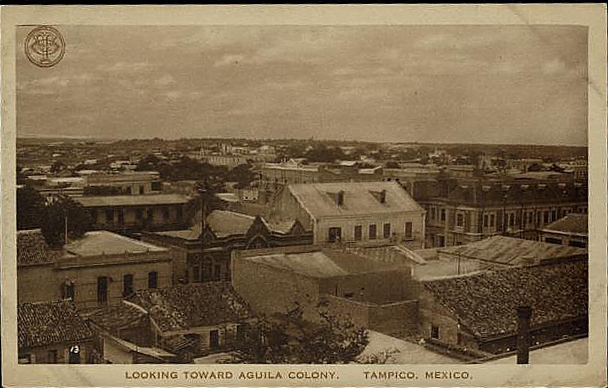
La colonia (barrio) Águila, como Las Flores, surgieron en la época de esplendor petrolero de Tampico

Debido al crecimiento y proceso de urbanización de Tampico, el sitio se vio afectado. Especialmente durante el auge petrolero que hubo en la ciudad entre 1920 y 1950, que provocó la construcción de las colonias Águila y Las Flores. Para evitar que se repitieran hechos que afectaran a la zona, en 1991 se le encomendó al arqueólogo Arturo Guevara Sánchez la tarea de ponerla en condiciones para su apertura al público. Ahora ya recibe visitas y se encuentra protegida de la intemperie por una cubierta de metal. En 1997, el área se vio nuevamente modificada por importantes obras de mantenimiento.

## Pictogramas
En 1925, durante la realización del terraplén, se halló un par de pictogramas hechos con tiza roja y negra. Hay dos interpretaciones del significado de sus trazos: una dice que son casillas que suman el número de líneas del calendario lunar. Otra afirma que se trata de un juego prehispánico llamado patollis.